# Three Oaks (Michigan)
Three Oaks – wieś w Stanach Zjednoczonych, w stanie Michigan, w hrabstwie Berrien.